# Wilson (Familienname)
Wilson ist ein englischer Familienname.

## Herkunft und Bedeutung
Es handelt sich um einen patronymisch gebildeten Namen. Er bedeutet Sohn des Wil.

## Verbreitung
1990 war Wilson in den USA der achthäufigste Familienname.

## Varianten
- Willson
- Willsone

## Namensträger

### A
- Abram Wilson (1973–2012), US-amerikanischer Jazzmusiker, Komponist und Musikpädagoge
- Adam Wilson (1814–1891), kanadischer Richter und Politiker
- Adrian Wilson (* 1979), US-amerikanischer American-Football-Spieler
- Aidan Wilson (* 1999), schottischer Fußballspieler
- A’ja Wilson (* 1996), US-amerikanische Basketballspielerin
- Ajeé Wilson (* 1994), US-amerikanische Mittelstreckenläuferin
- Ajita Wilson (um 1950–1987), US-amerikanische Schauspielerin und Pornodarstellerin
- Al Wilson (1939–2008), US-amerikanischer Soulmusiker
- Alan Wilson (Musiker) (1943–1970), US-amerikanischer Musiker und Komponist
- Alan Wilson (Komponist) (* 1947), britischer Musiker und Komponist im Bereich Neues Geistliches Lied
- Alan Wilson (Bischof) (1955–2024), britischer Theologe und Geistlicher, Bischof von Buckingham
- Alan Herries Wilson (1906–1995), britischer Physiker und Manager
- Albert George Wilson (1918–2012), US-amerikanischer Astronom
- Albert P. Wilson (1922–2013), US-amerikanischer Filmeditor
- Alda Wilson (1910–1996), kanadische Hürdenläuferin
- Alex Wilson (Golfspieler), englischer Golfspieler
- Alex Wilson (Leichtathlet, 1905) (1905–1994), kanadischer Sprinter und Mittelstreckenläufer
- Alex Wilson (Fußballspieler, 1908) (1908–1971), schottischer Fußballtorwart
- Alex Wilson (Fußballspieler, 1933) (1933–2010), schottischer Fußballspieler
- Alex Wilson (Fußballspieler, 1938) (* 1938), schottischer Fußballspieler
- Alex Wilson (Freestyle-Skier) (* 1974), US-amerikanischer Freestyle-Skier
- Alex Wilson (Baseballspieler) (* 1986), US-amerikanischer Baseballspieler
- Alex Wilson (Leichtathlet, 1990) (* 1990), Schweizer Sprinter
- Alex Wilson (Basketballspielerin) (* 1994), australische Basketballspielerin
- Alex Haydock-Wilson (* 1999), britischer Sprinter
- Alexander Wilson (Astronom) (1714–1786), schottischer Astronom und Mathematiker
- Alexander Wilson (1766–1813), US-amerikanischer Ornithologe, Zeichner und Schriftsteller
- Alexander Wilson (Politiker, vor 1804) (vor 1804–nach 1809), US-amerikanischer Politiker (Virginia)
- Alexander Wilson (Politiker, 1833) (1833–1888), US-amerikanischer Politiker, Attorney General von Wisconsin
- Alexander Wilson (Fotograf) (vor 1870–1922), schottischer Fabrikaufseher und Fotograf
- Alexander Wilson (Politiker, 1880) (1880–1954), australischer Politiker
- Alexander Wilson (Schriftsteller) (1893–1963), britischer Schriftsteller und Spion
- Alexander Wilson (Politiker, 1917) (1917–1978), schottischer Politiker
- Alfred Wilson (Ruderer) (1903–1989), US-amerikanischer Ruderer
- Alfred Wilson, Baron Wilson of Radcliffe (1909–1983), britischer Politiker
- Alice Wilson (1881–1964), kanadische Geologin, Paläontologin und Autorin
- Allan Wilson (Offizier) (1856–1893), britischer Offizier
- Allan Wilson (Biologe) (1934–1991), neuseeländischer Biologe
- Allan Wilson (Politiker) (* 1954), schottischer Politiker
- Allen B. Wilson (1824–1888), US-amerikanischer Erfinder
- Allie Wilson (* 1996), US-amerikanische Leichtathletin
- Amir Wilson (* 2004), britischer Schauspieler
- Amy Louise Wilson, südafrikanische Schauspielerin
- Andreas Wilson (* 1981), schwedischer Schauspieler
- Andrew Wilson (Fußballspieler) (1899–1971), schottischer Fußballspieler und -trainer
- Andrew Wilson (Offizier) (* 1941), britischer Air Chief Marshal der Royal Air Force
- Andrew Wilson (Schriftsteller) (* 1950), englischer Schriftsteller und Journalist
- Andrew Wilson (Historiker) (* 1961), britischer Historiker
- Andrew Wilson (Schauspieler) (* 1964), US-amerikanischer Schauspieler, Produzent und Regisseur
- Andrew Wilson (Kanute) (* 1964), australischer Kanute
- Andrew Wilson (Journalist) (* 1967), britischer Journalist und Autor
- Andrew Wilson (Archäologe) (* 1968), britischer Klassischer Archäologe
- Andrew Wilson (Politiker) (* 1970), schottischer Politiker
- Andrew Wilson (Schwimmer) (* 1993), US-amerikanischer Schwimmer
- Andrew Stephen Wilson (1947–2008), britisch-amerikanischer Astronom und Hochschullehrer
- Andy Wilson (Fußballspieler, 1878) (1878–1945), schottischer Fußballspieler und -trainer
- Andy Wilson (Fußballspieler, 1896) (1896–1973), schottischer Fußballspieler  und -trainer
- Andy Wilson (Radsportler) (1902–1926), britischer Radsportler
- Andy Wilson (Fußballspieler, 1940) (1940–2021), englischer Fußballspieler
- Andy Wilson (Fußballspieler, 1947) (* 1947), englischer Fußballspieler
- Andy Wilson (Regisseur) (* 1958), englischer Fernseh- und Theaterregisseur und Drehbuchautor
- Andy Wilson (Fußballspieler, 1965) (* 1965), englischer Fußballspieler
- Angelia Wilson, britische Politikwissenschaftlerin
- Angus Wilson (1913–1991), englischer Schriftsteller
- Ann Wilson (Künstlerin) (1931–2023), US-amerikanische Künstlerin
- Ann Wilson (Leichtathletin) (* 1949), britische Leichtathletin
- Ann Wilson (Sängerin) (* 1950), US-amerikanische Sängerin
- Ann Wilson (Kunsthistorikerin), amerikanische Kunsthistorikerin und Museumsmanagerin
- Anna Wilson-Jones, britische Schauspielerin
- Anthony Wilson (Jazzgitarrist) (* 1968), US-amerikanischer Jazzgitarrist, Bandleader und Komponist
- Anthony Wilson (Leichtathlet) (* 1968), kanadischer Leichtathlet
- Anthony Wilson (Eishockeyspieler) (* 1973), australischer Eishockeyspieler
- Anthony Joseph Wilson (Joe Wilson; * 1937), britischer Politiker
- Anthony T. Wilson (* 1972), deutsch-britischer Schriftsteller, Literaturwissenschaftler und Bildender Künstler
- Arnold Wilson (1884–1940), britischer Offizier, Kolonialbeamter und konservativer Parlamentarier
- Artie Wilson (1920–2010), US-amerikanischer Baseballspieler
- Arthur Wilson (1886–1953), US-amerikanischer Film- und Theaterschauspieler sowie Jazzmusiker, siehe Dooley Wilson
- Arthur Wilson (Admiral) (1842–1921), britischer Admiral und Erster Seelord
- Arthur Wilson (Reeder) (1836–1909), britischer Reeder (Wilson Line)
- Arthur Wilson (Richter) (1837–1915), britischer Jurist
- Arthur Wilson (Rugbyspieler) (1886–1917), australischer Rugbyspieler
- Assinie Wilson (* 2002), jamaikanischer Sprinter
- August Wilson (1945–2005), US-amerikanischer Dramatiker und Bühnenautor
- Augusta Jane Evans Wilson (1835–1909), US-amerikanische Schriftstellerin

### B
- B. Edwin Wilson (* um 1963), pensionierter Generalmajor der US Air Force
- Barbara Wilson (Schriftstellerin) (* 1950), US-amerikanische Schriftstellerin
- Barbara Wilson (Sprinterin) (* 1952), australische Sprinterin
- Barrie James Wilson (1947–1990), britischer Rockmusiker, siehe B. J. Wilson
- Barry Wilson (Vizeadmiral) (1936–2018), britischer Vizeadmiral
- Bartholomew Stanley Wilson (1884–1938), irischer Ordensgeistlicher, Apostolischer Vikar von Sierra Leone
- Bee Wilson (* 1974), britische Journalistin und Autorin
- Behn Wilson (* 1958), kanadischer Eishockeyspieler
- Belinda Stewart-Wilson (* 1971), britische Schauspielerin
- Ben Wilson (Maler) (* 1963), britischer Maler
- Ben Wilson (Basketballspieler) (1967–1984), US-amerikanischer Basketballspieler
- Ben Wilson (Schiedsrichter) (* 1975), australischer Fußballschiedsrichter
- Ben Wilson (Autor) (* 1980), britischer Schriftsteller
- Ben Wilson (Fußballspieler) (* 1992), englischer Fußballspieler
- Ben Wilson (Polizist), Generalinspekteur der gambischen Polizei
- Benjamin Wilson (Maler) (1721–1788), englischer Maler und Naturwissenschaftler
- Benjamin Wilson (Buchdrucker) (1817–1900), US-amerikanischer Drucker und Bibelübersetzer
- Benjamin Wilson (Politiker) (1825–1901), US-amerikanischer Politiker
- Benjamin Wilson Jr. (1967–1984), US-amerikanischer Basketballspieler, siehe Ben Wilson (Basketballspieler)
- Benjamin Wilson (Schiedsrichter) (* 1975), australischer Fußballschiedsrichter
- Benjamin Davis Wilson (1811–1878), US-amerikanischer Politiker
- Bert Wilson (Saxophonist) (1939–2013), US-amerikanischer Jazz-Saxophonist, Komponist, Arrangeur und Bandleader
- Bert Wilson (Eishockeyspieler) (Bertwin Hilliard Wilson; 1949–1992), kanadischer Eishockeyspieler
- Bertha Wilson (1923–2007), kanadische Rechtsanwältin und Richterin
- Bertram Martin Wilson (1896–1935), britischer Mathematiker
- Beverley Wilson (* 1956), neuseeländischer Rugby-Union-Spieler
- Bill Wilson (Baseballspieler, 1867) (1867–1924), US-amerikanischer Baseballspieler
- Bill Wilson (Footballspieler) (1924–1969), australischer Australian-Football-Spieler
- Bill Wilson (Baseballspieler, 1928) (* 1928), US-amerikanischer Baseballspieler
- Bill Wilson (Baseballspieler, 1942) (1942–1993), US-amerikanischer Baseballspieler
- Bill Wilson (Geistlicher) (* 1947), US-amerikanischer Geistlicher und Sozialarbeiter
- Bill Wilson (Politiker, 1961) (* 1961), US-amerikanischer Politiker
- Bill Wilson (Politiker, 1963) (* 1963), schottischer Politiker
- Bill Wilson (Drehbuchautor), Drehbuchautor
- Billy Wilson (Rugbyspieler, I) (William James Wilson), neuseeländischer Rugby-League-Spieler
- Billy Wilson (Footballspieler, 1891) (William James Wilson; 1891–1957), australischer Australian-Football-Spieler
- Billy Wilson (Fußballspieler, 1896) (William Arthur Wilson; 1896–1996), englischer Fußballspieler
- Billy Wilson (Rugbyspieler, 1927) (William Alfred Wilson; 1927–1993), australischer Rugby-League-Spieler
- Billy Wilson (Footballspieler, 1927) (1927–2009), US-amerikanischer American-Football-Spieler
- Billy Wilson (Choreograf) (1935–1994), US-amerikanischer Tänzer, Choreograf und Theaterregisseur
- Billy Wilson (Fußballspieler, 1936) (William Wilson; * 1936), nordirischer Fußballspieler
- Billy Wilson (Fußballspieler, 1946) (William Wilson; 1946–2018), englischer Fußballspieler
- Billy Wilson (Schlagzeuger), US-amerikanischer Schlagzeuger
- Blake S. Wilson (* 1948), US-amerikanischer Ingenieur
- Blidi Wreh-Wilson (* 1989), US-amerikanischer American-Football-Spieler
- Bob Wilson (Fußballspieler, 1867) (1867–??), irischer Fußballspieler
- Bob Wilson (Politiker) (1916–1999), US-amerikanischer Politiker
- Bob Wilson (Fußballspieler, 1928) (1928–2006), englischer Fußballspieler
- Bob Wilson (Eishockeyspieler) (Robert Wayne Wilson; 1934–2020), kanadischer Eishockeyspieler
- Bob Wilson (Fußballspieler, 1934) (* 1934), schottischer Fußballspieler
- Bob Wilson (Fußballspieler, 1941) (* 1941), schottischer Fußballspieler
- Bob Wilson (Fußballspieler, 1943) (* 1943), englischer Fußballspieler
- Bob Wilson (Musiker), US-amerikanischer Komponist, Pianist, Trompeter und Produzent
- Bobby Wilson (1935–2020), britischer Tennisspieler
- Bradley Wilson (* 1992), US-amerikanischer Freestyle-Skier
- Brandon Wilson (Autor) (* 1953), US-amerikanischer Autor
- Brandon Wilson (Footballspieler) (* 1994), US-amerikanischer American-Football-Spieler
- Brandon Wilson (Fußballspieler) (* 1997), australisch-botswanischer Fußballspieler
- Brent Wilson (* 1974), deutsch-US-amerikanischer Basketballspieler
- Brian Wilson (Systemwissenschaftler) (* 1933), britischer Systemwissenschaftler
- Brian Wilson (1942–2025), US-amerikanischer Musiker
- Brian Wilson (Politiker, 1943) (* 1943), nordirischer Politiker
- Brian Wilson (Politiker, 1948) (* 1948), schottischer Politiker
- Brian Wilson (Fußballspieler, 1948) (* 1948), schottischer Fußballspieler
- Brian Wilson (Journalist) (* 1956), US-amerikanischer Journalist
- Brian Wilson (Fußballspieler, 1957) (* 1957), englischer Fußballspieler
- Brian Wilson (Footballspieler) (* 1961), australischer Australian-Football-Spieler
- Brian Wilson (Baseballspieler) (* 1982), US-amerikanischer Baseballspieler
- Brian Wilson (Tennisspieler) (* 1982), US-amerikanischer Tennisspieler
- Brian Wilson (Fußballspieler, 1983) (* 1983), englischer Fußballspieler
- Brian Anthony Wilson (* 1960), US-amerikanischer Schauspieler
- Bridgette Wilson (* 1973), US-amerikanische Schauspielerin
- Brittany Wilson (* 1989), US-amerikanische Basketballspielerin
- Brittney Wilson (* 1991), kanadische Schauspielerin
- Britton Wilson (* 2000), US-amerikanische Hürdenläuferin
- Brock Wilson (* 1994 oder 1995), US-amerikanischer Pokerspieler
- Bryan Wilson (Sportschütze) (* 1962), australischer Sportschütze
- Bryan R. Wilson (1926–2004), britischer Soziologe
- Bryce Wilson (* 1972), jamaikanischer Musikproduzent und Schauspieler
- Bryon Wilson (* 1988), US-amerikanischer Freestyle-Skier
- Budge Wilson (1927–2021), kanadische Schriftstellerin
- Buster Wilson (1897–1949), US-amerikanischer Jazzpianist

### C
- C. J. Wilson (Baseballspieler) (Christopher John Wilson; * 1980), US-amerikanischer Baseballspieler
- C. J. Wilson (Footballspieler, 1985) (* 1985), US-amerikanischer American-Football-Spieler (Safety)
- C. J. Wilson (Footballspieler, 1987) (Clifford James Wilson; * 1987), US-amerikanischer American-Football-Spieler (Defensive End)
- C. J. Wilson (Footballspieler, 1989) (* 1989), US-amerikanischer American-Football-Spieler (Cornerback)
- C. J. Wilson (Schauspieler) (* 20. Jahrhundert), US-amerikanischer Schauspieler
- Cairine Wilson (1885–1962), kanadische Politikerin
- Caitlin Wilson, australische Diplomatin
- Callum Wilson (* 1992), englischer Fußballspieler
- Camille Wilson (* 1995), philippinisch-amerikanische Fußballspielerin
- Carey Wilson (Drehbuchautor) (1889–1962), US-amerikanischer Drehbuchautor und Filmproduzent
- Carey Wilson (Eishockeyspieler) (* 1962), kanadischer Eishockeyspieler
- Carl Wilson (1946–1998), US-amerikanischer Popmusiker
- Carlos Wilson (1912–1996), argentinischer Fußballspieler
- Carole Wilson, englische Opernsängerin des Stimmfachs Mezzosopran
- Carolyn Wilson (* 1959), britische Synchronschwimmerin
- Casey Wilson (* 1980), US-amerikanische Schauspielerin und Drehbuchautorin
- Cassandra Wilson (* 1955), US-amerikanische Jazz-Sängerin
- Cedrick Wilson Jr. (* 1995), US-amerikanischer American-Football-Spieler
- Cedrick Wilson Sr. (* 1978), US-amerikanischer American-Football-Spi

eler
- Chandra Wilson (* 1969), US-amerikanische Schauspielerin
- Charles Wilson (Politiker) (1808–1877), kanadischer Politiker
- Charles Wilson (Architekt) (1810–1863), schottischer Architekt
- Charles Wilson, 1. Baron Moran (1882–1977), britischer Mediziner und Adeliger
- Charles Wilson (Chemiker), schottischer Physiker, Chemiker und Hochschullehrer
- Charles Wilson (Journalist) (1935–2022), schottischer Journalist und Herausgeber
- Charles Adolph Wilson, Jr. (1943–2013), US-amerikanischer Politiker, siehe Charlie Wilson (Politiker, 1943)
- Charles Banks Wilson († 2013), US-amerikanischer Maler
- Charles C. Wilson (1894–1948), US-amerikanischer Schauspieler und Filmregisseur
- Charles Edward Wilson (Maler) (1853–1941), britischer Maler
- Charles Edward Wilson (Offizier) (1871–1914), britischer Offizier und Rugby-Spieler
- Charles Edward Wilson (Manager) (1886–1972), US-amerikanischer Manager und Politiker
- Charles Erwin Wilson (Engine Charlie; 1890–1961), US-amerikanischer Elektroingenieur, Manager und Politiker
- Charles H. Wilson (1917–1984), US-amerikanischer Politiker
- Charles Wilson (Komponist) (1931–2019), kanadischer Komponist, Chorleiter und Musikpädagoge
- Charles Nesbitt Wilson (1933–2010), US-amerikanischer Politiker, siehe Charlie Wilson (Politiker, 1933)
- Charles Thomson Rees Wilson (1869–1959), schottischer Physiker
- Charles William Wilson (1836–1905), britischer Offizier, Geograf und Archäologe
- Charlie Wilson (Politiker, 1933) (1933–2010), US-amerikanischer Politiker
- Charlie Wilson (Politiker, 1943) (1943–2013), US-amerikanischer Politiker (Demokratische Partei)
- Charlie Wilson (Musiker) (* 1953), US-amerikanischer Musiker
- Chevonne Wilson, US-amerikanische Schauspielerin
- Chris Wilson (Ringer) (* 1967), kanadischer Ringer
- Chris Wilson (Golfspieler) (* 1984), US-amerikanischer Golfspieler
- Christopher Wilson (Bischof) (um 1714–1792), englischer Bischof
- Christopher Wilson (Komponist) (1874–1919), britischer Komponist
- Christopher Wilson (Lautenspieler) (* 1951), britischer Lautenspieler
- Christine Spittel-Wilson (1912–2010), englische Schriftstellerin
- Chuck Wilson (1948–2018), amerikanischer Jazzmusiker
- Ciara Riley Wilson (* 2001), US-amerikanische Schauspielerin
- Clarence Wilson (1876–1941), US-amerikanischer Schauspieler
- Clark Loudon Wilson (1913–2006), US-amerikanischer Psychologe
- Clay Wilson (* 1983), US-amerikanischer Eishockeyspieler
- Cliff Wilson (1934–1994), walisischer Snookerspieler
- Clifford B. Wilson (1879–1943), US-amerikanischer Politiker
- Clive Wilson (* 1961), englischer Fußballspieler
- Clive Wilson (Tennisspieler) (* 1963), simbabwischer Tennisspieler
- Cody Wilson (* 1988), US-amerikanischer Jurastudent
- Colin Wilson (1931–2013), englischer Schriftsteller
- Colin Wilson (Zeichner) (* 1949), neuseeländischer Comiczeichner
- Colin Wilson (Eishockeyspieler) (* 1989), US-amerikanischer Eishockeyspieler
- Colin Wilson (Radsportler), Radrennfahrer aus Trinidad und Tobago
- Colin Wilson (Filmproduzent), US-amerikanischer Filmproduzent
- Colin St. John Wilson (1922–2007), britischer Architekt
- Connor Wilson (* 1996), südafrikanischer Skirennläufer
- Constance Wilson-Samuel (1908–1953), kanadische Eiskunstläuferin
- Corri Wilson (* 1965), schottische Politikerin
- Craig Wilson (Wasserballspieler) (* 1957), US-amerikanischer Wasserballspieler
- Craig Wilson (* 1973), schottischer Curler

### D
- D. J. Wilson (* 1996), US-amerikanischer Basketballspieler
- D. W. Wilson (* 1985), kanadischer Schriftsteller
- Dale Wilson (1950–2025), kanadischer Schauspieler und Synchronsprecher
- Dan Wilson (Rockmusiker) (* 1961), US-amerikanischer Gitarrist und Songwriter
- Dan Wilson (Dramatiker) (* 1970), US-amerikanischer Dramatiker und Schauspieler
- Dan Wilson (Triathlet) (* 1985), australischer Triathlet
- Dan Wilson (Jazzmusiker) (* um 1986), US-amerikanischer Gitarrist
- Dana Wilson (Komponist) (* 1946), US-amerikanischer Komponist
- Dana Wilson (Rugbyspieler) (1983–2011), neuseeländischer Rugby-League-Spieler
- Daniel Wilson (Prähistoriker) (1816–1892), schottischer Prähistoriker und Ethnologe
- Daniel Wilson (Politiker) (1840–1919), französischer Politiker
- Daniel Wilson (Filmproduzent), Filmproduzent
- Daniel Wilson (Fußballspieler) (* 1993), guyanischer Fußballspieler
- Daniel H. Wilson (Daniel Howard Wilson; * 1978), US-amerikanischer Schriftsteller
- Danny Wilson (Rugbyspieler) (* 1955), walisischer Rugby-Union- und Rugby-League-Spieler
- Danny Wilson (Fußballspieler, 1960) (* 1960), nordirischer Fußballspieler und -trainer
- Danny Wilson (Fußballspieler, 1991) (* 1991), schottischer Fußballspieler
- Dave Wilson (* 1955), US-amerikanischer Jazz-Saxophonist
- David Wilson (Gouverneur) (1838–1924), britischer Kolonialgouverneur
- David Wilson (Fußballspieler, 1885) (1885–1959), schottischer Fußballspieler und -trainer
- Dave Wilson (Regisseur) (1933–2002), US-amerikanischer Fernsehregisseur
- David Wilson, Baron Wilson of Tillyorn (* 1935), britischer Administrator, Sinologe und Diplomat
- David Wilson (Fußballspieler, 1942) (* 1942), englischer Fußballspieler
- David Wilson (Schauspieler) (* 1949), US-amerikanischer Schauspieler
- David Wilson (Hürdenläufer) (* 1951), britischer Hürdenläufer und Hochspringer
- David Wilson (Landwirt), britischer Landwirt, Verwalter der Duchy Home Farm von Prinz Charles
- David Wilson (Filmemacher), US-amerikanischer Filmemacher
- David Wilson (Schwimmer, 1960) (* 1960), US-amerikanischer Schwimmer
- David Wilson (Eiskunstläufer) (* 1966), kanadischer Eiskunstläufer und Choreograf
- David Wilson (Schwimmer, 1966) (* 1966), australischer Schwimmer
- David Wilson (Kugelstoßer) (* 1966), US-amerikanischer Kugelstoßer
- David Wilson (Rugbyspieler) (* 1967), australischer Rugby-Union-Spieler
- David Wilson (Fußballspieler, 1969) (* 1969), englischer Fußballspieler
- David Wilson (Snookerspieler), englischer Snookerspieler
- David Wilson (Sprinter) (* 1977), guamischer Sprinter
- David Wilson (Fußballspieler, 1994) (* 1994), schottischer Fußballspieler
- David C. Wilson (* 1951), britischer Wirtschaftswissenschaftler
- David Gordon Wilson (1928–2019), britischer Ingenieur und Hochschullehrer
- David Henry Wilson (* 1937), britischer Schriftsteller
- David M. Wilson (* 1931), britischer Mittelalterarchäologe
- David Sloan Wilson (* 1949), US-amerikanischer Evolutionsbiologe
- David Wilson-Johnson (* 1950), englischer Bassbariton
- Davie Wilson (Fußballspieler, 1880) (David Wilson; 1880–1923), englischer Fußballspieler
- Davie Wilson (Fußballspieler, 1939) (David Wilson; 1939–2022), schottischer Fußballspieler und -trainer
- Deborah Wilson (* 1955), US-amerikanische Wasserspringerin
- Debra Wilson (* 1962), US-amerikanische Schauspielerin und Synchronsprecherin
- Delroy Wilson (1948–1995), jamaikanischer Sänger und Komponist
- Dempsey Wilson (1927–1971), US-amerikanischer Autorennfahrer
- Denisea Wilson (* 1999), US-amerikanische Schauspielerin
- Dennis Wilson (1944–1983), US-amerikanischer Popmusiker
- Dennis Wilson (Jazzmusiker) (* 1952), US-amerikanischer Jazzmusiker
- Desiré Wilson (* 1953), südafrikanische Rennfahrerin
- Desmond Wilson († 2014), britischer Kriegsveteran und Diplomat
- De’Vion Wilson (* 2000), US-amerikanischer Leichtathlet
- Diarmuid Wilson (* 1965), irischer Politiker
- Dick Wilson (Musiker) (1911–1941), US-amerikanischer Jazz-Tenorsaxophonist
- Dick Wilson (Schauspieler) (1916–2007), US-amerikanischer Schauspieler britischer Herkunft
- Dick Wilson (Politiker) (1934–1990), US-amerikanischer Politiker und Oglala-Indianer
- Domingo Santa Cruz Wilson (1899–1987), chilenischer Komponist und Musikpädagoge
- Don Wilson (Cricketspieler) (1937–2012), britischer Cricketspieler
- Don Wilson (Schauspieler) (* 1954), US-amerikanischer Schauspieler und Kickboxer
- Don Wilson (Musiker) (1933–2022), US-amerikanischer Gitarrist der Band The Ventures
- Don E. Wilson (* 1944), US-amerikanischer Zoologe
- Donald Wilson (General) (1892–1978), US-amerikanischer General
- Donald Wilson (Radsportler) (* 1944), australischer Radrennfahrer
- Dooley Wilson (Arthur Wilson; 1886–1953), US-amerikanischer Schauspieler und Sänger
- Douglas Wilson (Douglas Frederick Wilson; * 1957), kanadischer Eishockeyspieler, siehe Doug Wilson
- Douglas Wilson (Leichtathlet) (1920–2010), britischer Mittelstreckenläufer
- Dudley Butler Wilson (1923–1995), britischer Romanist und Französist
- Duncan Wilson (1911–1983), britischer Diplomat und Autor
- Durward S. Wilson (1886–1970), US-amerikanischer Generalmajor
- Dyson Wilson (1926–2011), englischer Rugby-Union-Spieler

### E
- Earl Wilson (Politiker) (1906–1990), US-amerikanischer Politiker
- Earl Wilson (Journalist) (1907–1987), US-amerikanischer Journalist und Kolumnist
- Earl Wilson (Baseballspieler) (1934–2005), US-amerikanischer Baseballspieler
- Earl Wilson (Musiker), US-amerikanischer Jazzmusiker
- Earle Wilson (1901–1989), US-amerikanischer Dreispringer
- Ed Wilson (Edson Vieira de Barros; 1945–2010), brasilianischer Sänger
- Eddie Wilson (* 1936), eigentlich Armin Edgar Schaible, deutsch-amerikanischer Country-Sänger
- Edgar Wilson (Politiker) (1861–1915), US-amerikanischer Politiker
- Edgar Bright Wilson (1908–1992), US-amerikanischer Chemiker
- Edgar Campbell Wilson (1800–1860), US-amerikanischer Politiker
- Edith Wilson (1872–1961), US-amerikanische First Lady
- Edith Wilson (Sängerin) (1896–1981), US-amerikanische Jazzsängerin und Schauspielerin
- Edmund Wilson (1895–1972), US-amerikanischer Schriftsteller und Literaturkritiker
- Edmund B. Wilson (1856–1939), US-amerikanischer Genetiker und Zoologe
- Edward Adrian Wilson (1872–1912), britischer Polarforscher, Arzt und Ornithologe
- Edward O. Wilson (1929–2021), US-amerikanischer Entomologe und Biologe
- Edward W. Wilson (* um 1910), schottischer Badmintonspieler
- Edward Wilson (Fußballspieler) (* 1984), liberianischer Fußballspieler
- Edwin Bidwell Wilson (1879–1964), US-amerikanischer Mathematiker und Polyhistor
- Edwin Paul Wilson (1928–2012), US-amerikanischer Spion
- Eleanora Mary Carus-Wilson (1897–1977), kanadisch-britische Wirtschaftshistorikerin
- Elisabeth Busse-Wilson (1890–1974), deutsche Historikerin
- Elizabeth Wilson (Autorin) (1914–2000), US-amerikanische Drehbuchautorin
- Elizabeth Wilson (1921–2015), US-amerikanische Schauspielerin
- Elizabeth Wilson (Cellistin) (* 1947), britische Cellistin und Musikwissenschaftlerin
- Ella Wilson (* 2008), US-amerikanische Nordische Kombiniererin
- Ellen Wilson (1860–1914), US-amerikanische First Lady
- Emanuel W. Wilson (1844–1905), US-amerikanischer Politiker
- Emilia Serrano de Wilson (1834–1923), spanische Schriftstellerin und Journalistin
- Emily Wilson (Altphilologin) (* 1971), britisch-US-amerikanische Altphilologin
- Emily Wilson (Schauspielerin) (* 1985), US-amerikanische Schauspielerin
- Emily Wilson (Regisseurin) (* 20. Jahrhundert), Regisseurin
- Emily Wilson (Fußballspielerin) (* 2001), nordirische Fußballspielerin
- Emma Wilson (* 1999), britische Windsurferin
- Emmett Wilson (1882–1918), US-amerikanischer Politiker
- Ephraim King Wilson (Politiker, 1771) (1771–1834), US-amerikanischer Rechtsanwalt und Politiker
- Ephraim King Wilson (Politiker, 1821) (1821–1891), US-amerikanischer Politiker und Offizier der Konföderierten im Sezessionskrieg
- Eric Wilson (Leichtathlet) (1900–1985), US-amerikanischer Leichtathlet
- Eric Wilson (Maler) (1911–1946), australischer Maler
- Eric Wilson (Radsportler) (* 1933), britischer Radsportler
- Eric Wilson (Autor) (* 1940), kanadischer Autor
- Eric Wilson (Cellist) (* 1949), kanadischer Cellist
- Eric Wilson (Footballspieler, 1962) (* 1978), US-amerikanischer American-Football-Spieler
- Eric Wilson (Bassist) (* 1970), US-amerikanischer Bassist
- Eric Wilson (Footballspieler, 1978) (* 1978), US-amerikanischer American-Football-Spieler (zuletzt Montreal Alouettes)
- Eric Wilson (Footballspieler, 1994) (* 1994), US-amerikanischer American-Football-Spieler (Minnesota Vikings)
- Eric Wilson (Skirennläufer), US-amerikanischer Skirennläufer
- Erica Martrece Wilson (* 1991), US-amerikanische Volleyballspielerin
- Erin Cressida Wilson (* 1964), US-amerikanische Drehbuchautorin
- Ernest Henry Wilson (1876–1930), englisch-amerikanischer Botaniker und Pflanzenjäger
- Eugene Wilson (Footballspieler) (* 1980), US-amerikanischer Footballspieler
- Eugene Burnett Wilson, bekannt als Happy Wilson (1919–1977), US-amerikanischer Country-Musiker
- Eugene McLanahan Wilson (1833–1890), US-amerikanischer Politiker

### F
- Fiammetta Wilson (1864–1920), englische Astronomin
- Fran Wilson (* 1991), englische Cricketspielerin

- Francis Wilson (Volkswirt) (1939–2022), südafrikanischer Volkswirt und Hochschullehrer
- Francis H. Wilson (1844–1910), US-amerikanischer Politiker
- Francis Paul Wilson (* 1946), US-amerikanischer Schriftsteller
- Francis Wilson (Meteorologe) (* 1949), schottischer Meteorologe
- Frank Wilson (Politiker) (1859–1918), australischer Politiker
- Frank Wilson (Rugbyspieler) (* 1876; † unbekannt), britischer Rugbyspieler
- Frank Wilson (Gitarrist), US-amerikanischer Gitarrist
- Frank Wilson (Schauspieler) (1924–2005), australischer Schauspieler
- Frank Wilson (Keyboarder), britischer Keyboarder und Komponist, Mitglied von Warhorse
- Frank Wilson (Produzent) (1940–2012), US-amerikanischer Songwriter und Musikproduzent
- Frank Wilson (Snookerspieler), englischer Snookerspieler
- Frank E. Wilson (1857–1935), US-amerikanischer Politiker
- Frank Norman Wilson (1890–1952), US-amerikanischer Kardiologe
- Fred Wilson, Pseudonym von Marino Girolami (1914–1994), italienischer Filmregisseur
- Fred Wilson (Philosoph) (Fred Forster Wilson Jr.; 1937–2023), kanadischer Philosoph
- Fred Wilson (Künstler) (* 1954), US-amerikanischer Künstler
- Fred Wilson (Geschäftsmann) (* 1961), US-amerikanischer Geschäftsmann
- Fred O. Wilson (1903–??), US-amerikanischer Jurist und Politiker
- Fred R. Wilson (??–1994), US-amerikanischer Tontechniker
- Frederica Wilson (* 1942), US-amerikanische Politikerin
- Frederick Wilson (1912–1994), britischer Filmeditor

### G
- G. Willow Wilson (* 1982), US-amerikanische Autorin
- Gahan Wilson (1930–2019), US-amerikanischer Schriftsteller und Illustrator
- Garland Wilson (1909–1954), US-amerikanischer Pianist
- Garrett Wilson (Eishockeyspieler) (* 1991), kanadischer Eishockeyspieler
- Garrett Wilson (Footballspieler) (* 2000), US-amerikanischer American-Football-Spieler
- Gary Wilson (* 1985), englischer Snookerspieler
- George Wilson (Architekt) (1845–1912), britischer Architekt
- George Wilson (Maler) (1848–1890), britischer Maler
- George Wilson (Fußballspieler, 1883) (1883–1960), schottischer Fußballspieler
- George Wilson (Fußballspieler, 1887) (1887–1970), schottischer Fußballspieler
- George Wilson (Fußballspieler, 1892) (1892–1961), englischer Fußballspieler
- George Wilson, bekannt als Wildcat Wilson (1901–1963), US-amerikanischer American-Football-Spieler
- George Wilson (Comiczeichner, 1902) (George Homer Willson, Jr.; 1902–1970), US-amerikanischer Comic- und Coverzeichner
- George Wilson (Fußballspieler, 1905) (1905–1984), schottischer Fußballspieler
- George Wilson (Fußballspieler, 1912) (1912–), schottischer Fußballtorhüter
- George Wilson (Footballspieler, 1914) (1914–1978), US-amerikanischer American-Football-Spieler und -Trainer
- George Wilson (Boxer) (1918–1956), US-amerikanischer Boxer
- George Wilson (Comiczeichner, 1921) (1921–1999), US-amerikanischer Comic- und Coverzeichner
- George Wilson (Basketballspieler) (1942–2023), US-amerikanischer Basketballspieler
- George Wilson (Footballspieler, 1981) (* 1981), US-amerikanischer American-Football-Spieler
- George A. Wilson (1884–1953), US-amerikanischer Politiker
- George Balch Wilson (George B. Wilson; 1927–2021), US-amerikanischer Komponist und Musikpädagoge
- George Fergusson Wilson (1822–1902), britischer Industrieller und Pflanzenzüchter
- George Fox Wilson (1896–1951), britischer Entomologe
- George Grafton Wilson (1863–1951), US-amerikanischer Rechtswissenschaftler
- George H. Wilson (1905–1985), US-amerikanischer Politiker
- George Henry Wilson (1855–1922), US-amerikanischer Zahnarzt
- George Victor Wilson (1886–1960), britischer Geologe
- George W. Wilson (1840–1909), US-amerikanischer Politiker
- Georges Wilson (1921–2010), französischer Schauspieler
- Gerald Wilson (Segler) (1906–1945), kanadischer Segler
- Gerald Wilson (1918–2014), US-amerikanischer Jazzmusiker
- Gerald Tyrwhitt-Wilson, 14. Baron Berners (1883–1950), britischer Adliger, Komponist, Maler und Schriftsteller
- Giuseppe Wilson (1945–2022), italienischer Fußballspieler
- Glen Wilson (* 1971), neuseeländischer Squashspieler
- Glenn Wilson (* 1954), US-amerikanischer Jazzmusiker
- Glenn Wilson (Tennisspieler) (* 1967), neuseeländischer Tennisspieler
- Godfrey Wilson (1908–1944), britischer Anthropologe
- Gordon Wilson (Footballspieler) (1915–1997), US-amerikanischer American-Football-Spieler
- Gordon Wilson (Politiker, 1927) (1927–1995), nordirischer Politiker
- Gordon Wilson (Politiker, 1938) (1938–2017), schottischer Politiker
- Gordon Wilson (Politiker, 1949) (* 1949), kanadischer Politiker
- Gordon Wilson (Sänger), schottischer Sänger (Tenor)
- Gordon Anthony Wilson (* 1945), US-amerikanischer Philosoph
- Gordon Crooks Wilson (1872–1937), kanadischer Politiker
- Grace Wilson Vanderbilt (1870–1953), US-amerikanische High-Society-Lady
- Grady Wilson (1919–1987), US-amerikanischer Pastor und Missionar
- Graham Selby Wilson (1895–1987), britischer Bakteriologe
- Grant Wilson (Reiter), neuseeländischer Springreiter
- Grant Wilson (* 1974), US-amerikanischer Geisterjäger
- Gregory P. Wilson (* 1973), US-amerikanischer Paläomammaloge, Paläobiologe und Museumskurator
- Gretchen Wilson (* 1973), US-amerikanische Sängerin und Songwriterin
- Guy Wilson (Staatsbediensteter) (1851–1940), britischer Staatsbediensteter
- Guy Wilson (Politiker) (1877–1943), britischer Soldat und Politiker
- Guy Wilson (Cricketspieler) (1882–1917), britischer Cricketspieler
- Guy Wilson (Historiker) (* 1950), britischer Historiker
- Guy Wilson (Schauspieler) (* 1985), US-amerikanischer Schauspieler

### H
- Hamish Wilson (Produktionsdesigner), britischer Produktionsdesigner
- Hamish Wilson (Schauspieler) (1942–2020), britischer Schauspieler und Radioproduzent
- Hans-Joachim Helwig-Wilson (1931–2009), deutscher Fotojournalist
- Happy Wilson (eigentlich Eugene Burnett Wilson; 1919–1977), US-amerikanischer Musiker und Radiomoderator
- Harold Wilson (1916–1995), britischer Politiker
- Harold Albert Wilson (1874–1964), britischer Physiker
- Harold Wilson (Leichtathlet) (1885–1932), britischer Mittelstreckenläufer
- Harold Wilson (Ruderer) (1903–1981), US-amerikanischer Ruderer
- Harriet E. Wilson (1825–1900), US-amerikanische Schriftstellerin
- Harry Wilson (Fußballspieler, 1891) (1891–??), nordirischer Fußballspieler
- Harry Wilson (Leichtathlet, 1896) (1896–1979), neuseeländischer Hürdenläufer
- Harry Wilson (Fußballspieler, 1897) (1897–??), englischer Fußballspieler
- Harry Wilson (Schauspieler) (1897–1978), britischer Schauspieler
- Harry Wilson (Sportfunktionär) (1908–1973), US-amerikanischer Volleyballtrainer und -funktionär
- Harry Wilson (Leichtathlet, 1909) (1909–??), australischer Kugelstoßer und Diskuswerfer
- Harry Wilson (Fußballspieler, 1953) (* 1953), englischer Fußballspieler
- Harry Wilson (Fußballspieler, 1997) (* 1997), walisischer Fußballspieler
- Harry Wilson (Rugbyspieler) (* 1999), australischer Rugby-Union-Spieler
- Harry Leon Wilson (1867–1939), US-amerikanischer Schriftsteller und Dramatiker
- Heather Wilson (Politikerin) (* 1960), US-amerikanische Politikerin
- Heather Wilson (Radsportlerin, 1982) (* 1982), irische Radsportlerin
- Heather Wilson (Radsportlerin, 2007) (* 2007), britische Mountainbikerin
- Heather Gemmen Wilson (* 1971), US-amerikanische Schriftstellerin
- Hector Wilson (1924–2004), neuseeländischer Rugby-Union-Spieler
- Henry Wilson (Politiker, 1778) (1778–1826), US-amerikanischer Politiker (Pennsylvania)
- Henry Wilson (Politiker, 1812) (1812–1875), US-amerikanischer Politiker, Vizepräsident der Vereinigten Staaten
- Henry Wilson (Komponist) (1828–1878), US-amerikanischer Komponist
- Henry Braid Wilson (1861–1954), US-amerikanischer Marineoffizier
- Henry Fuller Maitland Wilson (1859–1941), britischer Generalleutnant
- Henry Hughes Wilson (1864–1922), britischer Feldmarschall
- Henry Lane Wilson (1857–1932), US-amerikanischer Diplomat
- Henry Maitland Wilson, 1. Baron Wilson (1881–1964), britischer Feldmarschall
- Henry Van Peters Wilson (1863–1939), US-amerikanischer Zoologe
- Henry Wilson, Baron Wilson of Langside (1916–1997), britischer Jurist und Politiker
- Herbert Wilson (Polospieler) (1875–1917), britischer Polospieler
- Herbert Wilson (Physiker) (1929–2008), britischer Physiker
- Herbert Couper Wilson (1858–1940), US-amerikanischer Astronom
- Herbert Wrigley Wilson (1866–1940), britischer Journalist und Marinehistoriker
- Hope Olaide Wilson (* 1985), britische Schauspielerin
- Horace Wilson (Pädagoge) (Hōresu Wiruson; 1843–1927), amerikanisch-japanischer Pädagoge und Hochschullehrer
- Horace Wilson (Beamter) (1882–1972), britischer hoher Beamter für Wirtschaftsfragen, Berater zweier Premierminister
- Horace Hayman Wilson (1786–1860), britischer Philologe, Mediziner und Hochschullehrer
- Howard Eugene Wilson (1901–1966), US-amerikanischer Pädagoge
- Hugh Wilson (Fußballspieler) (1859–1946), schottischer Fußballspieler
- Hugh Wilson (1943–2018), US-amerikanischer Drehbuchautor und Regisseur
- Hugh Wilson (Botaniker) (* 1945), neuseeländischer Botaniker
- Hugh Robert Wilson (1885–1946), US-amerikanischer Diplomat

### I
- Iain Wilson (* 1998), schottischer Fußballspieler
- Ian Wilson (Schauspieler) (1901–1987), englischer Schauspieler
- Ian Wilson (Fußballspieler, 1923) (1923–1989), schottischer Fußballspieler
- Ian Wilson (Kameramann) (1939–2021), britischer Kameramann
- Ian Wilson (Künstler) (1940–2020), südafrikanischer Konzeptkünstler, Mitglied von Art & Language
- Ian Wilson (Schriftsteller) (* 1941), britischer Schriftsteller
- Ian Wilson (Mikrobiologe), US-amerikanischer Mikrobiologe
- Ian Wilson (Musiker), britischer Gitarrist
- Ian Wilson (Fußballspieler, 1958) (* 1958), schottischer Fußballspieler
- Ian Wilson (Komponist) (* 1964), irischer Komponist
- Ian Wilson (Schwimmer) (* 1970), britischer Schwimmer
- Isaac Wilson (1780–1848), US-amerikanischer Politiker

### J
- J. Dover Wilson (1881–1969), englischer Shakespeare-Forscher
- J. Frank Wilson (1901–1968), US-amerikanischer Politiker
- Jack Wilson (um 1856–1932), Prophet der Paviotso-Paiute-Indianer, siehe Wovoka
- Jack Wilson (Fußballspieler, 1867) (1867–1929), englischer Fußballspieler
- Jack Wilson (Cricketspieler, 1889) (1889–1959), englischer Cricketspieler
- Jack Wilson (Fußballspieler, 1897) (1897–1965), englischer Fußballspieler
- Jack Wilson (Fußballspieler, 1916) (1916–1984), englischer Fußballspieler
- Jack Wilson (1918–1956), US-amerikanischer Boxer, siehe George Wilson (Boxer)
- Jack Wilson (Cricketspieler, 1921) (1921–1986), australischer Cricketspieler
- Jack Wilson (Techniker) (1927–2000), US-amerikanischer Motortechniker
- Jack Wilson (Musiker) (1936–2007), US-amerikanischer Jazzpianist
- Jack Wilson (Eishockeyspieler) (1939–2021), kanadischer Eishockeyspieler
- Jack Wilson (Golfspieler) (* 1990), australischer Golfspieler
- Jack Wilson (Radsportler) (* 1993), irischer Radsportler
- Jack Wilson (Footballspieler) (* 1999), US-amerikanischer American-Football-Spieler
- Jackie Wilson (Boxer) (1909–1966), US-amerikanischer Boxweltmeister im Federgewicht
- Jackie Wilson (1934–1984), US-amerikanischer Soulsänger
- Jacob Wilson (* 1990), US-amerikanischer Autorennfahrer
- Jacqueline Wilson (* 1945), britische Schriftstellerin
- Jade Wilson (1977–1998), neuseeländische Squashspielerin
- Jamal Wilson (* 1988), bahamaischer Hochspringer
- James Wilson (1742–1798), US-amerikanischer Rechtstheoretiker und Gründervater
- James Wilson (Globenhersteller) (1763–1855), US-amerikanischer Farmer und Globenhersteller
- James Wilson (Politiker, 1766) (1766–1839), US-amerikanischer Politiker
- James Wilson (Kapitän) (1769–1814), britischer Kapitän
- James Wilson (Politiker, 1779) (1779–1868), US-amerikanischer Politiker (Pennsylvania)
- James Wilson (Politiker, 1797) (1797–1881), US-amerikanischer Politiker (New Hampshire)
- James Wilson (Ökonom) (1805–1860), britischer Geschäftsmann, Ökonom und Politiker
- James Wilson (Politiker, 1812) (1812–1880), australischer Politiker, Premierminister von Tasmanien
- James Wilson (Politiker, 1825) (1825–1867), US-amerikanischer Politiker (Indiana)
- James Wilson (Politiker, 1835) (1835–1920), US-amerikanischer Politiker, Landwirtschaftsminister
- James Wilson (Fußballspieler, 1865) (1865–1900), schottischer Fußballspieler
- James Wilson (Leichtathlet) (1891–1973), britischer Leichtathlet
- James Wilson (Komponist) (1922–2005), irischer Komponist
- James Wilson (Filmproduzent) (* 1965), britischer Filmproduzent
- James Wilson (Dartspieler) (* 1972), englischer Dartspieler
- James Wilson (Fußballspieler, 1989) (* 1989), walisischer Fußballspieler
- James Wilson (Fußballspieler, 1995) (* 1995), englischer Fußballspieler
- James Wilson (Fußballspieler, 2007) (* 2007), schottischer Fußballspieler
- James Clifton Wilson (1874–1951), US-amerikanischer Politiker
- James Crocket Wilson (1841–1899), kanadischer Politiker
- James F. Wilson (1828–1895), US-amerikanischer Politiker
- James H. Wilson (1837–1925), US-amerikanischer General
- James Harold Wilson (1916–1995), britischer Politiker, siehe Harold Wilson
- James J. Wilson (1775–1824), US-amerikanischer Politiker
- James M. Wilson junior (1918–2009), US-amerikanischer Diplomat
- James Q. Wilson (1931–2012), amerikanischer Politikwissenschaftler
- James R. Wilson (1922–2007), US-amerikanischer Physiker
- James R. Wilson (Fußballspieler), schottischer Fußballspieler
- James Robert Wilson (1866–1941), kanadischer Politiker
- James W. Wilson (1917–2001), US-amerikanischer Militär
- James Walter Wilson (Biologe) (1896–1969), US-amerikanischer Biologe
- James Wilson (Kameramann), britischer Kameramann
- Jamie Wilson (* 2003), englischer Snookerspieler
- Jamika Wilson (* 1991), US-amerikanische Maskenbildnerin und Friseurin
- Jane Wilson († 2015), US-amerikanische Malerin
- Janis Wilson (1930–2003), US-amerikanische Kinderschauspielerin der 1940er Jahre
- Jason Wilson (Dartspieler) (* 1969), englischer Dartspieler
- Jason Wilson (Hockeyspieler) (* 1990), australischer Hockeyspieler
- Jason Wilson (Eishockeyspieler) (* 1990), kanadischer Eishockeyspieler
- Jason Wilson (Triathlet) (* 1990), barabdischer Triathlet
- Jassett Kerr-Wilson (* 1991), jamaikanische Fußballschiedsrichterassistentin
- Jean Wilson (1910–1933), kanadische Eisschnellläuferin
- Jean D. Wilson (1932–2021), US-amerikanischer Endokrinologe
- Jeannie Wilson (* 1947), US-amerikanische Schauspielerin
- Jeff Wilson (Rugbyspieler) (* 1973), neuseeländischer Rugbyspieler
- Jeff Wilson (Footballspieler) (* 1995), US-amerikanischer American-Football-Spieler
- Jeffrey A. Wilson (* 1969), US-amerikanischer Paläontologe
- Jen Wilson (1944–2023), britische Jazzpianistin und Musikhistorikerin
- Jenny Wilson (* 1975), schwedische Popmusikerin
- Jeremiah M. Wilson (1828–1901), US-amerikanischer Politiker
- Jerrel Wilson (1941–2005), US-amerikanischer American-Football-Spieler
- Jim Wilson (Filmproduzent), US-amerikanischer Filmproduzent, Regisseur und Drehbuchautor
- Jim Wilson (Musiker) (James Wilson), US-amerikanischer Sänger und Gitarrist
- Jim Richard Wilson († 2014), US-amerikanischer Künstler
- Jimmie Wilson (Baseballspieler) (James Wilson; 1900–1947), US-amerikanischer Baseballspieler
- Jimmie Wilson (Sänger), US-amerikanischer Sänger
- Jimmy Wilson (Fußballspieler, 1908) (1908–??), englischer Fußballspieler
- Jimmy Wilson (Fußballspieler, 1916) (1916–??), englischer Fußballspieler
- Jimmy Wilson (Sänger) (1921–1965), US-amerikanischer Rhythm-and-Blues-Sänger
- Jimmy Wilson (Fußballspieler, 1924) (1924–1987), englischer Fußballspieler
- Jimmy Wilson (Fußballspieler, 1929) (1929–2017), schottischer Fußballspieler
- Jimmy Wilson (Fußballspieler), schottischer Fußballspieler
- Jimmy Wilson (Pianist), US-amerikanischer Pianist
- Jimmy Wilson (Fußballspieler, 1942) (* 1942), schottischer Fußballspieler
- Jimmy Wilson (Footballspieler) (* 1986), US-amerikanischer  American-Football-Spieler
- Jocky Wilson (1950–2012), britischer Dartspieler
- Jody Wilson-Raybould (* 1971), kanadische Politikerin
- Joe Wilson (* 1937), britischer Politiker, siehe Anthony Joseph Wilson
- Joe Wilson (Bobfahrer), US-amerikanischer Bobfahrer
- Joe Wilson (Politiker) (* 1947), US-amerikanischer Politiker (South Carolina)
- Joe Lee Wilson (1935–2011), US-amerikanischer Sänger
- John Wilson (Geistlicher, 1588) (1588–1667), englisch-amerikanischer Geistlicher
- John Wilson (Komponist) (1595–1674), englischer Komponist und Musiker
- John Wilson (Dramatiker) (1627–1696), englischer Dramatiker
- John Wilson (Mathematiker) (1741–1793), britischer Mathematiker
- John Wilson (Politiker, 1773) (1773–1828), US-amerikanischer Politiker (South Carolina)
- John Wilson (Politiker, 1777) (1777–1848), US-amerikanischer Politiker (Massachusetts)
- John Wilson (Philosoph) (1785–1854), schottischer Philosoph und Schriftsteller
- John Wilson (Geistlicher, 1799) (1799–1870), irischer Geistlicher
- John Wilson (Politiker, 1828) (1828–1905), britischer Politiker
- John Wilson (Politiker, 1830) (1830–??), britischer Politiker
- John Wilson (Seeoffizier) (1834–1885), britischer Marineoffizier
- John Wilson (Politiker, 1837) (1837–1928), britischer Politiker
- John Wilson (Ruderer) (1914–1997), britischer Ruderer
- John „Doc“ Wilson (1926–2023), US-amerikanischer Jazzmusiker und Arrangeur
- John Wilson (Politiker, 1944) (* 1944), kanadischer Politiker (British Columbia)
- John Wilson (Schlagzeuger) (* 1947), britischer Rockmusiker
- John Wilson (Leichtathlet) (* 1948), britischer Sprinter
- John Wilson (Politiker, 1956) (* 1956), schottischer Politiker
- John Wilson (Filmeditor), britischer Filmeditor
- John Wilson (Bischof) (* 1968), britischer Geistlicher, Erzbischof von Southwark
- John Wilson (Fußballspieler) (* 1977), US-amerikanischer Fußballspieler
- John Wilson (Filmschaffender) (* 1986), US-amerikanischer Dokumentarfilmer
- John Wilson (Snookerspieler), englischer Snookerspieler
- John A. Wilson (Bildhauer) (John Albert Wilson; 1877–1954), kanadischer Bildhauer
- John A. Wilson (Ägyptologe) (John Albert Wilson; 1899–1976), US-amerikanischer Ägyptologe
- John A. Wilson (Paläontologe) (John Andrew Wilson; 1914–2008), US-amerikanischer Paläontologe
- John Cook Wilson (1849–1915), britischer Philosoph
- John D. Wilson (John David Wilson; 1919–2013), britischer Zeichentrickfilmer
- John Dover Wilson (1881–1969), britischer Philologe
- John Frank Wilson (1846–1911), US-amerikanischer Politiker
- John Haden Wilson (1867–1946), US-amerikanischer Politiker
- John Hardie Wilson (1858–1920), schottischer Botaniker
- John Henry Wilson (Mediziner) (1834–1912), kanadischer Arzt, Hochschullehrer und Politiker
- John Henry Wilson (Politiker) (1846–1923), US-amerikanischer Politiker (Kentucky)
- John J. B. Wilson (* 1954), US-amerikanischer Publizist und Cineast
- John Layton Wilson (1809–1896), US-amerikanischer Missionar
- John Lockwood Wilson (1850–1912), US-amerikanischer Politiker
- John Lyde Wilson (1784–1849), US-amerikanischer Politiker
- John Moulder Wilson (1837–1919), US-amerikanischer Offizier
- John P. Wilson (1923–2007), irischer Politiker
- John Richard Wilson (1933–2008), US-amerikanischer Ringer
- John Skinner Wilson (1888–1969), schottischer Wegbereiter
- John Thomas Wilson (1811–1891), US-amerikanischer Politiker
- John Tuzo Wilson (1908–1993), kanadischer Geophysiker und Geologe
- John Williams Wilson (auch Juan Guillermos; 1798–1857), britischer Fregattenkapitän
- John Wilson-Patten, 1. Baron Winmarleigh (1802–1892), britischer Politiker
- Johnnie E. Wilson (* 1944), amerikanischer Viersterne-General der United States Army
- Johnny Wilson (Boxer) (1893–1985), US-amerikanischer Boxer
- Johnny Wilson (Basketballspieler) (Jumping Johnny Wilson; * 1927), US-amerikanischer Basketballspieler und -trainer und Baseballspieler
- Johnny Wilson (Eishockeyspieler) (John Edward Wilson; 1929–2011), kanadischer Eishockeyspieler und -trainer
- Johnny Wilson (Journalist), US-amerikanischer Spielejournalist
- Johnny Wilson (Footballspieler) (* 2001), US-amerikanischer American-Football-Spieler

- Jonathan Wilson, britischer Autor
- Joseph Wilson (Fußballspieler) (* 1929), ghanaischer Fußballspieler
- Joseph C. Wilson (1949–2019), US-amerikanischer Diplomat, siehe Plame-Affäre
- Joseph Chamberlain Wilson (1909–1971), US-amerikanischer Unternehmer
- Joseph Franklin Wilson (1901–1968), US-amerikanischer Politiker
- Joseph G. Wilson (1826–1873), US-amerikanischer Politiker
- Joseph Havelock Wilson (1859–1929), britischer Politiker
- Joseph Ruggles Wilson (1822–1903), US-amerikanischer presbyterianischer Pfarrer und Theologe
- Josephine Wilson (1904–1990), britische Schauspielerin
- Juanita Wilson, irische Drehbuchautorin und Regisseurin
- Julia Wilson (* 1978), australische Ruderin
- Julia Bolles-Wilson (* 1948), deutsche Architektin
- Julian Wilson (Journalist) (1940–2014), englischer Sportjournalist
- Julian Wilson (Surfer) (* 1988), australischer Surfer
- Julie Wilson (Sängerin) (1924–2015), US-amerikanische Sängerin und Schauspielerin
- Julie Wilson (Schachspielerin) (* 1956), walisische Schachspielerin
- Juliet Wilson-Bareau (* 1935), britische Kunsthistorikerin
- Justin Wilson (1978–2015), britischer Automobilrennfahrer
- Justin Wilson (Koch) (um 1914–2001), amerikanischer Koch

### K
- Kandace Wilson (* 1984), US-amerikanische Fußballspielerin, siehe Kandace Love
- Kate Wilson-Smith (* 1979), australische Badmintonspielerin
- Katie Wilson (* 1990), US-amerikanische Schauspielerin und Synchronsprecherin
- Kelsey Wilson (* 1986), kanadischer Eishockeyspieler
- Kelvin Wilson (* 1985), englischer Fußballspieler
- Ken Wilson (Eishockeyfunktionär) (Kenneth Athol Wilson; 1923–2008), kanadischer Eishockeytrainer und -funktionär
- Ken Wilson (Kanute) (Kenneth James Wilson; * 1938), US-amerikanischer Kanute
- Ken Wilson (Moderator) (Kenneth James; * 1947), US-amerikanischer Sportmoderator
- Ken Wilson (Schauspieler), Schauspieler
- Kenneth Wilson (Leichtathlet) (1896–1979), US-amerikanischer Leichtathlet und Sportfunktionär
- Kenneth Wilson (1936–2013), US-amerikanischer Physiker
- Kenneth L. Wilson (um 1915–nach 1949), englischer Badmintonspieler
- Kent R. Wilson (1937–2000)
- Keri-Lynn Wilson (* 1967), kanadische Dirigentin
- Kerrie Wilson, australische Ökologin
- Kerry-Jayne Wilson (1950–2022), neuseeländische Biologin
- Kevin Wilson (Segler) (Kevin Robert Wilson; * 1923), australischer Segler
- Kevin Wilson (Skirennläufer) (Kevin John Wilson; * 1959), puerto-ricanischer Skirennläufer
- Kevin Wilson (Fußballspieler, 1961) (* 1961), nordirischer Fußballspieler
- Kevin Wilson (Rennfahrer), kanadischer Motorradrennfahrer
- Kevin Wilson (Fußballspieler, 1976) (* 1976), jamaikanischer Fußballspieler
- Kevin Wilson (Schriftsteller) (* 1978), US-amerikanischer Schriftsteller
- Kevin Wilson (Spieleautor), US-amerikanischer Spieleautor
- Kevin Wilson, Jr. (* 1990), US-amerikanischer Filmregisseur, Filmproduzent und Drehbuchautor
- Kevin Bloody Wilson (eigentlich Dennis Bryant; * 1947), australischer Komiker
- Kim Wilson (* 1951), US-amerikanischer Bluesrockmusiker
- Kristen Wilson (* 1969), US-amerikanische Schauspielerin
- Krysty Wilson-Cairns (* 1987), britische Drehbuchautorin
- Kyle Wilson (Basketballspieler) (* 1983), US-amerikanischer Basketballspieler
- Kyle Wilson (Eishockeyspieler) (* 1984), kanadischer Eishockeyspieler
- Kyle Wilson (Fußballspieler) (* 1985), englischer Fußballspieler
- Kyle Wilson (Footballspieler) (* 1987), US-amerikanischer American-Football-Spieler
- Kyren Wilson (* 1991), englischer Snookerspieler

### L
- Lainey Wilson (* 1992), US-amerikanische Countrysängerin
- Lambert Wilson (* 1958), französischer Schauspieler
- Landon Wilson (* 1975), US-amerikanischer Eishockeyspieler
- Lanford Wilson (1937–2011), US-amerikanischer Dramatiker
- Larissa Wilson (* 1989), britische Schauspielerin
- Larry Wilson (Eishockeyspieler) (Lawrence Wilson; 1930–1979), kanadischer Eishockeyspieler und -trainer
- Larry Wilson (Footballspieler) (1938–2020), US-amerikanischer American-Football-Spieler
- Larry Wilson (Drehbuchautor), Drehbuchautor und Produzent
- Larry David Wilson (* 1940), US-amerikanischer Zoologe
- Larry Jon Wilson (1940–2010), US-amerikanischer Musiker, Sänger und Songwriter
- Laura Belle Wilson (* 1983), neuseeländische Schauspielerin
- Laura Wilson (Schriftstellerin) (* 1964), britische Krimi-Schriftstellerin
- Laura Wilson (Skilangläuferin) (* 1969), US-amerikanische Skilangläuferin
- Lavinia Wilson (* 1980), deutsche Schauspielerin
- Lawrence Elery Wilson (1884–1946), US-amerikanischer Politiker
- Lena Wilson (um 1898 – um 1939), US-amerikanische Blues-Sängerin
- Le’Shell Wilson (* 1975), US-amerikanischer Basketballspieler
- Leslie Wilson (Gouverneur) (1876–1955), britischer Offizier und Politiker
- Les Wilson (Radsportler) (1926–2006), britischer Radsportler
- Leslie Wilson (Hockeyspieler) (* 1952), neuseeländischer Hockeyspieler
- Leslie Wilson Johnson (1916–2000), australischer Verwaltungsbeamter und Diplomat
- Lester Wilson (1942–1993), US-amerikanischer Tänzer, Choreograph und Sänger
- Lewis Wilson (1920–2000), US-amerikanischer Schauspieler
- Linda Hsieh-Wilson (* 1968), US-amerikanische Chemikerin
- Lindsay Wilson (* 1948), neuseeländischer Ruderer
- Lindsey Marie Wilson, US-amerikanische Schauspielerin
- Linetta Wilson (* 1967), US-amerikanische Sprinterin
- Lionel Wilson (1933–2017), südafrikanischer Rugby-Union-Spieler
- Logan Wilson (* 1996), US-amerikanischer American-Football-Spieler
- Lois Wilson (1894–1988), US-amerikanische Schauspielerin
- Lois Miriam Wilson (* 1927), kanadische Politikerin
- Lori Wilson (Politikerin, 1937), (1937–2019), US-amerikanische Juristin und Politikerin
- Lori Wilson (Schauspielerin),  Schauspielerin und Drehbuchautorin
- Lori Wilson (Politikerin, 1976), (* 1976), US-amerikanische Politikerin
- Lori Jean Wilson (* 1974), US-amerikanische Schauspielerin
- Louis H. Wilson Jr. (1920–2005), US-amerikanischer General (Marine Corps)
- Louis L. Wilson Jr. (1919–2010), US-amerikanischer General der Air Force
- Louise Wilson († 2014), britische Modedesignerin und Hochschullehrerin
- Luke Wilson (* 1971), US-amerikanischer Schauspieler
- Lulu Wilson (* 2005), US-amerikanische Schauspielerin
- Lushane Wilson (* 1998), jamaikanischer Hochspringer
- Lydia Wilson (* 1984), britische Schauspielerin

### M
- Maddie Wilson (* 2002), neuseeländische Leichtathletin
- Madison Wilson (* 1994), australische Schwimmerin
- Malcolm Wilson (Politiker) (1914–2000), US-amerikanischer Politiker
- Malcolm Wilson (Rallyefahrer) (* 1956), britischer Rallyefahrer und -teambesitzer
- Mara Wilson (* 1987), US-amerikanische Schauspielerin
- Marc Wilson (* 1987), nordirischer Fußballspieler
- Marco Wilson (* 1999), US-amerikanischer American-Football-Spieler
- Marcus Wilson (* 2002), guyanischer Fußballspieler

- Margaret Wilson (Autorin) (1882–1973), US-amerikanische Schriftstellerin
- Margaret Wilson (Tennisspielerin), australische Tennisspielerin
- Margaret Wilson (Politikerin) (1947–2024), neuseeländische Politikerin
- Margaret Woodrow Wilson (1886–1944), First Lady der Vereinigten Staaten
- Margot Wilson (* 1957), australische Kostümbildnerin
- Maria Theresia Wilson (* 1980), deutsche Großgrundbesitzerin
- Marie Wilson (Schauspielerin, 1916) (1916–1972), US-amerikanische Schauspielerin
- Marie Wilson (Schauspielerin, 1974) (* 1974), griechisch-kanadische Schauspielerin
- Marilyn Wilson (* 1943), australische Schwimmerin
- Mário Wilson (1929–2016), portugiesischer Fußballspieler und -trainer
- Mark Wilson (Zauberkünstler) (1929–2021), US-amerikanischer Zauberkünstler
- Mark Wilson (Golfspieler) (* 1974), US-amerikanischer Golfspieler
- Mark Wilson (Dartspieler) (Sumo; * 1977), englischer Dartspieler
- Mark Wilson (Fußballspieler) (* 1984), schottischer Fußballspieler
- Mark Wilson (Rugbyspieler) (* 1989), englischer Rugby-Union-Spieler
- Martha Wilson (* 1947), US-amerikanische Performance-Künstlerin
- Martin N. Wilson (* 1939), britischer Physiker
- Marvin Wilson (1958–2012), US-amerikanischer Mörder
- Mary Wilson (1873–1949), US-amerikanische Malerin, Illustratorin und Frauenrechtlerin, siehe May Wilson Preston
- Mary Wilson of Rievaulx (1916–2018), britische Schriftstellerin und Ehefrau von Premierminister Harold Wilson
- Mary Wilson (Sängerin) (1944–2021), US-amerikanische Sängerin
- Mary Elizabeth Wilson (um 1889–1963), englische Serienmörderin
- Mary Louise Wilson (* 1931), US-amerikanische Schauspielerin
- Mary Pat Wilson (* 1963), puerto-ricanische Skirennläuferin
- Matilda Dodge Wilson (1883–1967), US-amerikanische Politikerin
- Matt Wilson (* 1964), US-amerikanischer Schlagzeuger
- Matt Wilson (Snookerspieler), englischer Snookerspieler
- Matthew Wilson (Radsportler) (* 1977), australischer Radrennfahrer
- Matthew Wilson (Rallyefahrer) (* 1987), britischer Rallyefahrer
- Matthew Wilson (Schwimmer) (* 1998), australischer Schwimmer
- Matthew Wilson (Diplomat) (* 1975), barbadischer Diplomat
- Matthew A. Wilson (* 1961), US-amerikanischer Neurowissenschaftler
- Maurice Wilson (1898–1934), britischer Abenteurer
- Maurice Wilson (Maler) (1914–1987), britischer Maler und Illustrator
- Max Wilson (* 1972), brasilianischer Rennfahrer
- Melanie Wilson (Schauspielerin) (* 1960), US-amerikanische Schauspielerin
- Melanie Wilson (Sounddesignerin) (* 1977), britische Sounddesignerin
- Melanie Wilson (Ruderin) (* 1984), britische Ruderin

- Michael Wilson (Autor) (1914–1978), US-amerikanischer Drehbuchautor
- Michael Wilson (Politiker, 1934) (* 1934), australischer Politiker (South Australia)
- Michael Wilson (Politiker) (1937–2019), kanadischer Rechtsanwalt und Politiker
- Michael Wilson (Leichtathlet) (* 1959), australischer Hürdenläufer
- Michael Wilson (Basketballspieler) (Wild Thing), US-amerikanischer Basketballspieler
- Michael Wilson (Radsportler) (* 1960), australischer Radsportler
- Michael G. Wilson (* 1942), britischer Filmproduzent und Drehbuchautor
- Michael Wilson (* 2000), US-amerikanischer American-Football-Spieler
- Michael Henry Wilson († 2014), US-amerikanischer Dokumentarfilmer
- Mike Wilson (Fußballspieler, 1956) (Michael Wilson; * 1956), schottischer Fußballspieler
- Mike Wilson (Rennfahrer), britischer Rennfahrer
- Mike Wilson (Produzent) (Michael S. Wilson; * 1970), US-amerikanischer Film- und Videospielproduzent
- Mike Wilson (Eishockeyspieler, 1975) (* 1975), kanadischer Eishockeyspieler
- Mike Wilson (Fußballspieler, 1980) (Michael Wilson; * 1980), neuseeländischer Fußballspieler
- Mike Wilson (Boxer) (Mike Robert Wilson; * 1983), US-amerikanischer Boxer
- Mike Wilson (Eishockeyspieler, 1987) (* 1987), kanadischer Eishockeyspieler
- Miranda Wilson (Schauspielerin) (* 1960), US-amerikanische Schauspielerin
- Miranda Wilson (Cellistin) (* 1979), neuseeländisch-amerikanische Cellistin
- Miranda Galina Wilson (* 2000), deutsche Badmintonspielerin
- Mitchell Wilson (1913–1973), US-amerikanischer Physiker und Schriftsteller
- Monica Wilson (1908–1982), südafrikanische Anthropologin und Hochschullehrerin
- Montgomery Wilson (1909–1964), kanadischer Eiskunstläufer
- Morley Evans Wilson (1881–1965), kanadischer Geologe
- Mortimer Wilson (1876–1932), US-amerikanischer Komponist
- Murray Wilson († 2010), US-amerikanischer Boxmanager
- Murry Wilson (1917–1973), US-amerikanischer Musikproduzent

### N
- Nancy Wilson (Sängerin) (1937–2018), US-amerikanische Sängerin
- Nancy Wilson (Theologin) (* 1950), US-amerikanische Theologin
- Nancy Wilson (Gitarristin) (* 1954), US-amerikanische Sängerin, Songwriterin und Gitarristin
- Nathan Wilson (1758–1834), US-amerikanischer Politiker
- Nathaniel Wilson, bekannt als Kool G Rap (* 1968), US-amerikanischer Rapper
- Neal C. Wilson (1920–2010), Pastor der Kirche der Siebenten-Tags-Adventisten
- Neil Wilson (1916–1975), britischer Schauspieler
- Niamh Wilson (* 1997), kanadische Schauspielerin
- Nicholas Wilson, Lord Wilson of Culworth (* 1945), britischer Jurist
- Nickiesha Wilson (* 1986), jamaikanische Hürdenläuferin
- Nicola Wilson (* 1976), britische Vielseitigkeitsreiterin
- Nigel Guy Wilson (* 1935), britischer Altphilologe
- Nile Wilson (* 1996), britischer Kunstturner
- Norman Wilson (Leichtathlet) (1956–2021), britischer Marathonläufer
- Norman Frank Wilson (1876–1956), kanadischer Politiker
- Norro Wilson (1938–2017), US-amerikanischer Countrysänger, Songwriter und Produzent

### O
- Olin C. Wilson (1909–1994), US-amerikanischer Astronom
- Olive Wilson (um 1905–1948), irische Badmintonspielerin
- Orlando W. Wilson (1900–1972), US-amerikanischer Kriminologe
- Orlandus Wilson (1917–1998), US-amerikanischer Gospelsänger
- Oscar Wilson (1910–1987), deutscher Verwaltungsjurist und Politiker
- Owen Wilson (* 1968), US-amerikanischer Schauspieler

### P
- Pat Wilson (geb. Patricia Mary Higgins; * 1948), australische Sängerin und Journalistin
- Patrick Wilson (Schlagzeuger) (* 1969), US-amerikanischer Musiker, Sänger und Songwriter
- Patrick Wilson (* 1973), US-amerikanischer Schauspieler
- Patrick Maitland Wilson, 2. Baron Wilson (1915–2009), britischer Politiker
- Paul Wilson, Baron Wilson of High Wray (1908–1980), britischer Ingenieur und Politiker
- Paul Wilson (Leichtathlet) (* 1947), US-amerikanischer Stabhochspringer
- Paul Wilson (Fußballspieler, 1950) (1950–2017), schottischer Fußballspieler
- Paul Wilson (Spezialeffektkünstler) (* um 1954), britischer Spezialeffektkünstler
- Paul Wilson (Fußballspieler, 1956) (* 1956), englischer Fußballspieler
- Paul Wilson (Fußballspieler, 1960) (* 1960), englischer Fußballspieler
- Paul Wilson (Fußballspieler, 1964) (* 1964), englischer Fußballspieler
- Paul Wilson (Fußballspieler, 1968) (* 1968), englischer Fußballspieler
- Paul Wildon (Baseballspieler) (* 1973), US-amerikanischer Baseballspieler
- Paul Wilson (Fußballspieler, 1977) (* 1977), englischer Fußballspieler
- Paul Wilson (Produzent), britischer Musikproduzent
- Paul Wilson (* 1978), schottischer Musiker, Mitglied von Snow Patrol
- Paul Ewan Wilson, kanadischer Theater- und Filmschauspieler
- Paul Graham Wilson (1928–2024), australischer Botaniker
- Paul Richard Wilson (* 1941), australischer Kriminologe und Hochschullehrer
- Paul Robert Wilson (*  1941), kanadischer Übersetzer, Schriftsteller und Musiker
- Paulette Wilson (1956–2020), britische Menschenrechtsaktivistin
- Penny Way-Wilson (Helen E. Way-Wilson; * 1962), britische Seglerin
- Perry W. Wilson (Perry William Wilson, 1902–1981), US-amerikanischer Biochemiker
- Perry Wilson (Schauspielerin) (Perry Wilson Anthony, Mary Elizabeth Wilson; 1916–2009), US-amerikanische Schauspielerin
- Peta Wilson (* 1970), australische Schauspielerin
- Pete Wilson (Peter Barton Wilson; * 1933), US-amerikanischer Politiker
- Pete Lee-Wilson (Peter Lee-Wilson; * 1960), britischer Schauspieler
- Peter Wilson (Fußballspieler, 1904) (1904–1983), schottischer Fußballspieler
- Peter Wilson (Fußballspieler, 1947) (* 1947), australischer Fußballspieler
- Peter Wilson (Architekt) (* 1950), australischer Architekt
- Peter Wilson (Skispringer) (* 1952), kanadischer Skispringer
- Peter Wilson (Curler) (* 1961), schottisch-irischer Curler
- Peter Wilson (Sportschütze) (* 1986), britischer Sportschütze
- Peter Wilson (Fußballspieler, 1996) (* 1996), liberianischer Fußballspieler
- Peter Cecil Wilson (1913–1984), britischer Auktionator
- Peter H. Wilson (* 1963), britischer Historiker
- Peter J. Wilson (1933–2005), britischer Ethnologe
- Peter Lamborn Wilson (Hakim Bey; 1945–2022), US-amerikanischer Schriftsteller
- Peter Niklas Wilson (1957–2003), deutscher Musiker und Musikwissenschaftler
- Phieron Wilson (* 1999), bahamaischer Fußballspieler
- Phil Wilson (* 1937), US-amerikanischer Jazzposaunist
- Philip Wilson (1950–2021), australischer Geistlicher, Erzbischof von Adelaide
- Phillip Wilson (1941–1992), US-amerikanischer Jazzschlagzeuger
- Phillip Wilson (Ruderer) (* 1996), neuseeländischer Ruderer
- Pippa Wilson (* 1986), britische Seglerin
- Precious Wilson (* 1957), jamaikanische Popsängerin

### Q
- Quincy Wilson (Footballspieler, 1981) (* 1981), US-amerikanischer American-Football-Spieler
- Quincy Wilson (Leichtathlet, 1991) (* 1991), Leichtathlet aus Trinidad und Tobago
- Quincy Wilson (Footballspieler, 1996) (* 1996), US-amerikanischer American-Football-Spieler
- Quincy Wilson (Leichtathlet, 2008) (* 2008), US-amerikanischer Leichtathlet
- Quinn Wilson (1908–1978), US-amerikanischer R&B- und Jazzmusiker

### R
- Rachael Wilson (* 1989), amerikanische Opernsängerin in der Stimmlage Mezzosopran
- Rachel I. Wilson (* 1973), US-amerikanische Neurobiologin
- Rachel Wilson (Taekwondoin) (* 1973), schwedische Taekwondoin
- Rachel Wilson (Schauspielerin) (* 1977), kanadische Schauspielerin
- Rainn Wilson (* 1966), US-amerikanischer Schauspieler
- Ralph Wilson (Turner) (1880–nach 1904), US-amerikanischer Turner, Olympiateilnehmer 1904
- Ralph Wilson (Sportfunktionär) (1918–2014), US-amerikanischer Sportfranchiseeigner (Buffalo Bills)
- Ralph Elmer Wilson (1886–1960), US-amerikanischer Astronom
- Ransom Wilson (* 1951), US-amerikanischer Flötist und Dirigent
- Ray Wilson (Fußballspieler) (1934–2018), englischer Fußballspieler
- Ray Wilson (Musiker) (* 1968), schottischer Rocksänger
- Raymond Wilson (1928–2018), englischer Physiker
- Rebecca Wilson (1961–2016), australische Sportjournalistin
- Rebekah Wilson (* 1991), britische Bobfahrerin
- Rebel Wilson (* 1980), australische Schauspielerin, Drehbuchautorin und Komikerin
- Reece Wilson (* 1996), britischer Mountainbiker
- Renate Wilson (1930–2008), deutsch-amerikanische Historikerin, siehe Renate Fischer (Schauspielerin)
- Reno Wilson (* 1970), US-amerikanischer Schauspieler, Komiker und Sprachkünstler
- Reuben Wilson (1935–2023), US-amerikanischer Soul Jazz-Organist
- Richard Wilson (Maler) (1714–1782), walisischer Maler
- Richard Wilson (1911–1941), US-amerikanischer Jazzmusiker, siehe Dick Wilson (Musiker)
- Richard Wilson (Regisseur) (1915–1991), US-amerikanischer Regisseur, Produzent und Autor
- Richard Wilson (Autor) (1920–1987), US-amerikanischer Science-Fiction-Autor
- Richard Wilson (Physiker) (1926–2018), britisch-amerikanischer Physiker und Hochschullehrer
- Richard Wilson (Schauspieler) (* 1936), britischer Schauspieler und Regisseur
- Richard Wilson (Komponist) (* 1941), US-amerikanischer Komponist und Musikwissenschaftler
- Richard Wilson (Bildhauer) (* 1953), britischer Bildhauer
- Richard Wilson, 2. Baron Moran (1924–2014), britischer Diplomat, Soldat und Politiker
- Richard Wilson, Baron Wilson of Dinton (* 1942), britischer Adeliger und Politiker
- Richard Wilson-Smith (1852–1912), kanadischer Politiker
- Richard A. Wilson (1934–1990), US-amerikanischer Politiker und Oglala-Indianer, siehe Dick Wilson (Politiker)
- Richard B. Wilson (* 1950), US-amerikanischer Segler, siehe Rich Wilson
- Richard Gordon Wilson (* 1950), kanadischer Eishockeyspieler, -trainer und -funktionär, siehe Rick Wilson (Eishockeyspieler)
- Richard M. Wilson (Rick Wilson, R. M. Wilson; * 1945), US-amerikanischer Mathematiker
- Rick Wilson (Eishockeyspieler) (Richard Gordon Wilson; * 1950), kanadischer Eishockeyspieler, -trainer und -funktionär
- Rick Wilson (Rennfahrer) (* 1953), US-amerikanischer Automobilrennfahrer
- Rick Wilson (Leichtathlet), US-amerikanischer Langstreckenläufer
- Rick Wilson (Journalist) (Frederick George Wilson; * 1963), US-amerikanischer Journalist und Politikberater
- Ricky Wilson (Gitarrist) (1953–1985), US-amerikanischer Gitarrist, Mitglied von The B-52s
- Ricky Wilson (Basketballspieler) (* 1964), US-amerikanischer Basketballtrainer
- Ricky Wilson (Sänger) (* 1978), britischer Sänger und Percussionist, Mitglied von Kaiser Chiefs
- Rik Wilson (William Richard Wilson junior; 1962–2016), US-amerikanischer Eishockeyspieler
- Riley J. Wilson (1871–1946), US-amerikanischer Politiker
- Rita Wilson (* 1956), US-amerikanische Schauspielerin und Filmproduzentin
- Roan Wilson (* 2002), costa-ricanischer Fußballspieler
- Rob Wilson (* 1968), kanadisch-britischer Eishockeyspieler und -trainer
- Robert Wilson (Dramatiker) († 1600?), englischer Theaterautor
- Robert Wilson (Politiker, 1803) (1803–1870), US-amerikanischer Politiker (Missouri)
- Robert Wilson (Politiker, 1896) (1896–1973), australischer Politiker
- Robert Wilson (Sänger) (1907–1964), schottischer Sänger (Tenor)
- Robert Wilson (Fußballspieler, 1916) (* 1916), schottischer Fußballspieler
- Robert Wilson (Rugbyspieler) (1926–1985), schottischer Rugby-Union-Spieler
- Robert Wilson (Astronom) (1927–2002), britischer Astronom
- Robert Wilson (Ruderer) (* 1935), kanadischer Ruderer
- Robert Wilson (Regisseur) (1941–2025), US-amerikanischer Regisseur
- Robert Wilson (Fußballspieler, 1944) (* 1944), englischer Fußballspieler
- Robert Wilson (Bobfahrer) (* 1954), kanadischer Bobfahrer
- Robert Wilson (Schriftsteller) (* 1957), britischer Schriftsteller
- Robert Wilson (Fußballspieler, 1961) (* 1961), englischer Fußballspieler
- Robert A. Wilson (Philosoph), australisch-kanadischer Philosoph
- Robert Anton Wilson (1932–2007), US-amerikanischer Schriftsteller
- Robert Arnott Wilson (* 1958), britischer Mathematiker
- Robert B. Wilson (* 1937), US-amerikanischer Wirtschaftswissenschaftler
- Robert Bruce Wilson (* 1939), US-amerikanischer Ruderer
- Robert Charles Wilson (* 1953), kanadischer Schriftsteller
- Robert Gardner Wilson (1911–1989), US-amerikanischer Gärtner, Pflanzenzüchter und Botaniker
- Robert Keith Wilson (Bobby Wilson), (1935–2020), britischer Tennisspieler
- Robert Lee Wilson (1936–2015), US-amerikanischer Bluesgitarrist, siehe Smokey Wilson
- Robert E. Lee Wilson (1865–1933), US-amerikanischer Unternehmer
- Robert McLiam Wilson (* 1964), irischer Schriftsteller
- Robert Nichol Wilson, nordirischer Politiker
- Robert Patterson Clark Wilson (1834–1916), US-amerikanischer Politiker
- Robert R. Wilson (1914–2000), US-amerikanischer Physiker
- Robert Thomas Wilson (1777–1849), britischer General und Politiker
- Robert W. Wilson (Philanthrop) (Robert Warne Wilson; 1926–2013), US-amerikanischer Geschäftsmann, Kunstsammler und Philanthrop
- Robert Warren Wilson (1909–2006), US-amerikanischer Paläontologe
- Robert Woodrow Wilson (* 1936), US-amerikanischer Physiker
- Robin Wilson (Autor) (1928–2013), US-amerikanischer Schriftsteller
- Robin Wilson (Mathematiker) (* 1943), britischer Mathematiker, Mathematikhistoriker und Hochschullehrer
- Robin Wilson (Schauspielerin), Schauspielerin und Sängerin
- Robin Wilson (Hockeyspieler) (* 1957), neuseeländischer Hockeyspieler
- Robin Wilson (Snookerspieler), englischer Snookerspieler
- Robin Wilson, Pseudonym von Robin Bobeau, Schauspielerin
- Rodney Wilson (Kunsthistoriker) (Thomas Lance Rodney Wilson; 1945–2013), neuseeländischer Kunsthistoriker und Museumsdirektor
- Rodney Wilson (Ökonom) (* 1946), britischer Ökonom
- Rodney Wilson (Filmschaffender) (auch Roddy Schaef; * 1964), kanadischer Filmemacher und Schauspieler
- Roger Wilson (Schauspieler) (Roger W. Wilson Jr.; * 1956), US-amerikanischer Schauspieler und Drehbuchautor
- Roger Wilson, Geburtsname von Sophie Wilson (* 1957), britische Informatikerin
- Roger B. Wilson (* 1948), US-amerikanischer Politiker
- Roland Wilson (* 1951), britischer Zinkenist
- Romer Wilson (1891–1930), britische Schriftstellerin
- Ron Wilson (Pianist) (1948–2009), US-amerikanischer Jazzmusiker
- Ron Wilson (Eishockeyspieler, 1951) (* 1951), kanadischer Eishockeyspieler
- Ron Wilson (Rugbyspieler) (* 1954), schottischer Rugby-Union-Spieler
- Ron Wilson (Eishockeyspieler, 1955) (Ronald Lawrence Wilson; * 1955), US-amerikanisch-kanadischer Eishockeyspieler und -trainer
- Ron Wilson (Eishockeyspieler, 1956) (Ronald Lee Wilson; * 1956), kanadischer Eishockeyspieler und -trainer
- Ross Wilson (Nordischer Kombinierer) (1909–1997), kanadischer Nordischer Kombinierer
- Ross Wilson (Eishockeyspieler, 1919) (1919–2002), kanadischer Eishockeyspieler
- Ross Wilson (Tennisspieler, I), kanadischer Tennisspieler
- Ross Wilson (Musiker) (* 1947), australischer Singer-Songwriter und Produzent
- Ross Wilson (Leichtathlet) (* 1950), australischer Sprinter
- Ross Wilson (Diplomat) (Ross L. Wilson; * 1955), US-amerikanischer Diplomat
- Ross Wilson (Eishockeyspieler, 1969) (* 1969), kanadischer Eishockeyspieler
- Ross Wilson (Radsportler) (* 1981), kanadischer Radsportler
- Ross Wilson (Tennisspieler, 1983) (* 1983), US-amerikanischer Tennisspieler
- Ross Wilson (Tischtennisspieler) (* 1995), britischer Tischtennisspieler
- Roy Wilson († 2012), jamaikanischer Sänger
- Russell Wilson (* 1988), US-amerikanischer American-Football-Spieler
- Ruth Wilson (* 1982), britische Schauspielerin
- Ruthild Wilson (* 1961), deutsche Sängerin
- Ryan Wilson (Leichtathlet) (* 1980), US-amerikanischer Hürdenläufer
- Ryan Wilson (Eishockeyspieler) (* 1987), kanadischer Eishockeyspieler
- Ryan Wilson (Rugbyspieler) (* 1989), schottischer Rugby-Union-Spieler
- Ryan Wilson, wirklicher Name des US-amerikanischen Künstlers ThankYouX

### S
- Samuel Wilson III (1766–1854), US-amerikanischer Unternehmer, vermutlich Namensgeber für die US-amerikanische Nationalfigur Uncle Sam
- Samuel Alexander Kinnier Wilson (1878–1937), britischer Neurologe
- Samuel Herbert Wilson (1873–1950), britischer Ministerialbeamter
- Sandy Wilson (1922–2007), britischer Architekt, siehe Colin St. John Wilson
- Sandy Wilson (Komponist) (Alexander Galbraith Wilson; 1924–2014), britischer Musicalkomponist und -texter
- Sandy Wilson (Regisseurin) (Sandra Wilson; * 1947), kanadische Filmregisseurin und Drehbuchautorin
- Sarah Hinlicky Wilson, US-amerikanische lutherische Theologin, Pastorin und Autorin
- Sarah Wedl-Wilson (* 1969), britisch-österreichische Kulturmanagerin und Politikerin
- Scott Wilson (Jurist) (1870–1942), US-amerikanischer Jurist und Politiker
- Scott Wilson (Schauspieler) (1942–2018), US-amerikanischer Schauspieler
- Scott Wilson (Bodybuilder) (1950–2018), US-amerikanischer Bodybuilder
- Scott Wilson (Rugbyspieler, I), englischer Rugby-League-Spieler
- Scott Wilson (Rugbyspieler, 1970) (* 1970), australischer Rugby-League-Spieler
- Scott Wilson (Fußballspieler, 1977) (* 1977), schottischer Fußballspieler
- Scott Wilson (Fußballspieler, 1982) (* 1982), schottischer Fußballspieler
- Scott Wilson (Eishockeyspieler) (* 1992), kanadischer Eishockeyspieler
- Scott Wilson (Fußballspieler, 1993) (* 1993), englischer Fußballspieler
- Scott Wilson (Rugbyspieler, 1994) (* 1994), englischer Rugby-Union-Spieler
- Scott Wilson (Rugbyspieler, 2002) (* 2002), irischer Rugby-Union-Spieler
- Scott Barchard Wilson (1865–1923), britischer Ornithologe
- Scottie Wilson (1890/1891–1972), schottischer Maler
- Shadow Wilson (1919–1959), US-amerikanischer Jazz-Schlagzeuger
- Shaunette Renée Wilson (* 1990), US-amerikanische Schauspielerin
- Shelby Wilson (* 1937), US-amerikanischer Ringer
- Sheree J. Wilson (* 1958), US-amerikanische Schauspielerin
- Sid Wilson (* 1978), US-amerikanischer DJ
- Simone Wilson, bekannt als Monie Love (* 1970), britische Rapperin
- Sloan Wilson (1920–2003), amerikanischer Schriftsteller
- Snoo Wilson († 2013), britischer Dramatiker
- Sophia Wilson (* 2000), US-amerikanische Fußballspielerin
- Sophie Wilson (* 1957), britische Computerarchitektin
- Stacy Wilson (* 1965), kanadische Eishockeyspielerin
- Stanley Wilson (Komponist) (1915–1970), US-amerikanischer Komponist für Filmmusik
- Stanley C. Wilson (1879–1967), US-amerikanischer Politiker (Vermont)
- Stanley D. Wilson (1912–1985), US-amerikanischer Geotechniker
- Stanyarne Wilson (1860–1928), US-amerikanischer Politiker
- Stefan Wilson (* 1989), britischer Rennfahrer
- Stephanie Wilson (* 1966), US-amerikanische Astronautin
- Stephen Wilson (Biologe), Biologe
- Stephen Wilson (Athlet) (* 1971), australischer Athlet
- Stephen Wilson (Boxer) (* 1971), britischer Boxer
- Stephen Fowler Wilson (1821–1897), US-amerikanischer Politiker
- Stephen G. Wilson (1942–2020), US-amerikanischer Religionswissenschaftler
- Stephen W. Wilson (* um 1959), General der United States Air Force
- Steve Wilson (* 1961), US-amerikanischer Saxophonist, Klarinettist und Flötist
- Steve Wilson (Badminton) (* um 1955), neuseeländischer Badmintonspieler
- Steven Wilson (* 1967), britischer Musiker und Musikproduzent
- Steven Wilson (Bodybuilder) (* 1975), Bodybuilder, Schauspieler, Musicaldarsteller, Choreograf und Personaltrainer
- Steven S. Wilson (* 1948), US-amerikanischer Drehbuchautor, siehe S. S. Wilson
- Stewart Wilson (* 1942), schottischer Rugby-Union-Spieler
- Stu Wilson (1954–2025), neuseeländischer Rugby-Union-Spieler
- Stuart Wilson (* 1946), britischer Schauspieler
- Stuart Wilson (Tontechniker), Tontechniker
- Syd Wilson, Techniker
- Sydney Wilson (* 1990), englischer Snookerspieler

### T
- T. Webber Wilson (1893–1948), US-amerikanischer Politiker
- Tamara Wilson, US-amerikanische Sopranistin
- Tay Wilson († 2014), neuseeländischer Sportfunktionär
- Taylor Wilson (* 1994), US-amerikanischer Student und Konstrukteur
- Teddy Wilson (1912–1986), US-amerikanischer Jazz-Pianist
- Theo Wilson (1917–1997), US-amerikanische Journalistin
- Therica Wilson-Read (* 1993), britische Schauspielerin
- Thom Wilson (–2015), US-amerikanischer Musikproduzent
- Thomas Wilson (Rhetoriker) (1525?–1581), englischer Rhetoriker, Diplomat und Richter
- Thomas Wilson (Organist) (um 1620–nach 1677), englischer Organist, Sänger und Komponist
- Thomas Wilson (Politiker, 1765) (1765–1826), US-amerikanischer Politiker (Virginia)
- Thomas Wilson (Politiker, 1772) (1772–1824), US-amerikanischer Politiker (Pennsylvania)
- Thomas Wilson (Politiker, 1827) (1827–1910), US-amerikanischer Politiker (Minnesota)
- Thomas Wilson (Komponist) (1927–2001), schottischer Komponist
- Thomas Wilson (Reiter) (Thomas Brian Wilson; * 1962), puerto-ricanischer Reiter
- Thomas Bellerby Wilson (1807–1865), US-amerikanischer Arzt, Naturforscher, Sammler und Wissenschaftsmäzen
- Thomas F. Wilson (* 1959), US-amerikanischer Schauspieler
- Thomas L. Wilson (* 1942), US-amerikanischer Radioastronom
- Thomas Webber Wilson (1893–1948), US-amerikanischer Politiker (Mississippi), siehe T. Webber Wilson
- Thomas Woodrow Wilson (1856–1924), US-amerikanischer Politiker, siehe Woodrow Wilson
- Thornton Wilson (1921–1999), US-amerikanischer Manager
- Tim Wilson (Politiker, 1961) (* 1961), britischer Politiker
- Tim Wilson (Politiker, 1980) (* 1980), australischer Politiker
- Tim Wilson (Komiker) (1961–2014), US-amerikanischer Stand-up-Komiker und Country-Musiker
- Tobey Wilson (* 1977), deutscher Sänger (Tenor) und Entertainer
- Tom Wilson (Schauspieler) (1880–1965), US-amerikanischer Schauspieler
- Tom Wilson (Fußballspieler, 1896) (1896–1948), englischer Fußballspieler
- Tom Wilson (Fußballspieler, 1902) (1902–1992), englischer Fußballspieler
- Tom Wilson (Fußballspieler, 1910) (1910–1996), englischer Fußballspieler
- Tom Wilson (Fußballspieler, 1917) (1917–1959), englischer Fußballspieler
- Tom Wilson (Musikproduzent) (1931–1978), US-amerikanischer Musikproduzent
- Tom Wilson (Zeichner) (1931–2011), US-amerikanischer Comiczeichner
- Tom Wilson (Fußballspieler, 1933) (1933–2006), schottischer Fußballspieler
- Tom Wilson (Fußballspieler, 1940) (* 1940), schottischer Fußballspieler
- Tom Wilson (DJ) (1951–2004), britischer DJ und Musikproduzent
- Tom Wilson (Eishockeyspieler) (* 1994), kanadischer Eishockeyspieler
- Tommy Wilson (Fußballspieler, 1873) (Thomas Carter Wilson; 1873–1940), englischer Fußballspieler und -trainer
- Tommy Wilson (Fußballspieler, Juli 1930) (Thomas Frederick Wilson; 1930–2010), englischer Fußballspieler
- Tommy Wilson (Fußballspieler, September 1930) (Thomas Wilson; 1930–1992), englischer Fußballspieler
- Tommy Wilson (Fußballspieler, 1961) (Thomas Wilson; * 1961), schottischer Fußballspieler
- Tony Wilson (General) (Mathew John Anthony Wilson; 1935–2019), britischer General
- Tony Wilson (Musikmanager) (Anthony Howard Wilson; 1950–2007), britischer Musikproduzent
- Tony Wilson (Jazzgitarrist) (* um 1961), kanadischer Jazzgitarrist
- Tony Wilson (Schauspieler), US-amerikanischer Schauspieler
- Tony Wilson (Snookerspieler) (* 1964), Snookerspieler der Isle of Man
- Torrie Wilson (* 1975), US-amerikanische Wrestlerin und Fotomodel
- Tracy Wilson (* 1961), kanadische Eiskunstläuferin
- Trent Wilson (* 1978), australischer Radrennfahrer
- Trevor Wilson (* 1959), deutsch-britischer Hörfunkmoderator und Journalist
- Trey Wilson (1948–1989), US-amerikanischer Schauspieler
- Tyree Wilson (* 2000), US-amerikanischer American-Football-Spieler

### U
- Ulrica Wilson, US-amerikanische Mathematikerin und Hochschullehrerin

### V
- Vaughn Wilson (* 1982), Tennisspieler aus Trinidad und Tobago
- Vic Wilson (1931–2001), britischer Autorennfahrer
- Vivian Wilson (* 2004), US-amerikanische Trans-Frau und Tochter von Elon Musk

### W
- W. Daniel Wilson (* 1950), US-amerikanischer Germanist
- Wade Wilson, (1959–2019), US-amerikanischer American-Football-Spieler
- Walter Gordon Wilson (1874–1957), britischer Ingenieur
- Walter K. Wilson Jr. (1906–1985), US-amerikanischer Generalleutnant
- Wes Wilson (1937–2020), US-amerikanischer Künstler und Designer
- Whayne Wilson (1975–2005), costa-ricanischer Fußballspieler
- Wildcat Wilson (1901–1963), US-amerikanischer American-Football-Spieler
- Wilder Wilson (Wilder Alfredo Wilson Pérez, * 2000), nicaraguanischer Fußballspieler
- William Wilson (Politiker, vor 1815) († nach 1819), US-amerikanischer Politiker (Pennsylvania)
- William Wilson (Fabrikant) (1772–1860), britischer Fabrikant
- William Wilson (Politiker, 1773) (1773–1827), US-amerikanischer Politiker (Ohio)
- William Wilson (Ingenieur) (1809–1862), britischer Maschineningenieur
- William Wilson (Schriftsteller) (um 1826–1886), britischer Schriftsteller und Verleger
- William Wilson (Politiker, 1834) (1834–1891), australischer Politiker
- William Wilson (Fußballspieler, 1878) (1878–1929), englischer Fußballspieler
- William Wilson (Fußballspieler, 1910) (1910–??), englischer Fußballspieler
- William Wilson (Fußballspieler, 1915) (1915–??), englischer Fußballspieler
- William Wilson (Fußballspieler, 1936) (* 1936), nordirischer Fußballspieler
- William Wilson (Fußballspieler, 2001) (* 2001), australischer Fußballspieler
- William Bauchop Wilson (1862–1934), US-amerikanischer Politiker
- William C. Wilson (vor 1900–nach 1906), US-amerikanischer Jurist und Politiker
- William E. Wilson (1870–1948), US-amerikanischer Politiker
- William Grey-Wilson (1852–1926), britischer Kolonialbeamter
- William Griffith Wilson (1895–1971), US-amerikanischer Mitbegründer der „Anonymen Alkoholiker“
- William H. Wilson (1877–1937), US-amerikanischer Politiker
- William James Erasmus Wilson (1809–1884), amerikanischer Mediziner, Beschreiber der exfoliativen Dermatitis
- William Joseph Wilson (* 1818–??), US-amerikanischer Schriftsteller, Schulleiter und Menschenrechtsaktivist
- William Julius Wilson (* 1935), US-amerikanischer Soziologe
- William L. Wilson (1843–1900), US-amerikanischer Politiker
- William P. Wilson († 2014), US-amerikanischer Politikberater
- William Sydney Wilson (1816–1862), US-amerikanischer Politiker und Offizier
- William W. Wilson (1868–1942), US-amerikanischer Politiker
- Willie Wilson (Musiker) (um 1933–1961), US-amerikanischer Jazzmusiker
- Willie Wilson (Baseballspieler) (* 1955), US-amerikanischer Baseballspieler
- Winston P. Wilson (1911–1996), Generalmajor der US Air Force
- Woodie Wilson (1925–1994), US-amerikanischer Rennfahrer
- Woodrow Wilson (1856–1924), US-amerikanischer Politiker, Präsident 1913 bis 1921

### Y
- Yvette Wilson (1964–2012), US-amerikanische Schauspielerin

### Z
- Zach Wilson (* 1999), US-amerikanischer American-Football-Spieler